# Equus (geslacht)
Equus is een geslacht van zoogdieren uit de familie van de paardachtigen (Equidae) dat de paarden, ezels en zebra's omvat. De wetenschappelijke naam van het geslacht werd in 1758 gepubliceerd door Carl Linnaeus in de tiende editie van Systema naturae. Equus is het enige recente geslacht van de familie Equidae; de andere zijn uitgestorven. Ook het geslacht Equus telt meerdere uitgestorven soorten.

## Kenmerken
Equus-soorten zijn gemiddeld tot grote zoogdieren, met een lange kop en een nek met manen. Ze hebben dunne poten die eindigen in hoeven. De lange staart eindigt in een kwast of is volledig bedekt met lang haar. Ze zijn toegerust voor een leven op open terreinen zoals de savanne, steppes en woestijnen.
De oren zijn spits en beweeglijk en kunnen heel snel traceren waar een bepaald geluid vandaan komt. De oogkassen staan ver naar achteren, waardoor ze een groot gezichtsveld hebben.

## Leefwijze
Het zijn herbivoren die vooral gras eten. Wanneer het nodig is, eten ze ook ander voedsel zoals bladeren, fruit en boomschors. Anders dan de herkauwers, breken ze de cellulose uit planten af in de blindedarm.

## Onderverdeling
Ondergeslacht Equus
- Equus ferus – Wild paard
  - Equus ferus caballus – Gedomesticeerd paard
  - Equus ferus ferus – Tarpan
  - Equus ferus przewalskii – Przewalskipaard

Ondergeslacht Asinus
- Equus africanus – Afrikaanse wilde ezel
  - Equus africanus africanus – Nubische wilde ezel
  - Equus africanus asinus – Ezel
  - †Equus africanus atlanticus – Algerijnse wilde ezel
  - Equus africanus somalicus – Somalische wilde ezel
- †Equus cumminsii
- †Equus francisci
- Equus hemionus – Onager
  - Equus hemionus hemionus – Mongoolse wilde ezel
  - †Equus hemionus hemippus – Syrische wilde ezel
  - Equus hemionus khur – Indische wilde ezel
  - Equus hemionus kulan – Kulan
  - Equus hemionus luteus
  - Equus hemionus onager – Perzische onager
- †Equus hydruntinus – Europese ezel
- Equus kiang – Kiang
  - Equus kiang chu – Noordelijke kiang
  - Equus kiang holdereri – Oostelijke kiang
  - Equus kiang kiang – Westelijke kiang
  - Equus kiang polyodon – Zuidelijke kiang
- †Equus lambei

Ondergeslacht Dolichohippus
- - Equus grevyi – Grévyzebra

Ondergeslacht Hippotigris
- Equus quagga – Steppezebra
  - Equus quagga boehmi
  - Equus quagga borensis
  - Equus quagga burchellii
  - Equus quagga chapmani
  - Equus quagga crawshayi
  - †Equus quagga quagga – Quagga
- Equus zebra – Bergzebra
  - Equus zebra hartmannae – Hartmanns bergzebra
  - Equus zebra zebra – Kaapse bergzebra

Ondergeslacht †Amerhippus
- †Equus conversidens – Mexicaans paard
- †Equus niobrarensis
- †Equus scotti

Ondergeslacht †Parastylidequus
- †Equus parastylidens

incertae sedis
- †Equus complicatus
- †Equus excelsus
- †Equus fraternus
- †Equus occidentalis
- †Equus simplicidens

†Equus giganteus-groep
- †Equus crinidens
- †Equus giganteus
- †Equus pacificus
- †Equus pectinatus